# Dipterocarpus baudii
Espèce
Classification phylogénétique
Statut de conservation UICN

 VU  : Vulnérable
Le Dipterocarpus baudii est un arbre sempervirent originaire des forêts humides des plaines d'Asie du sud-est, de la famille des Diptérocarpacées.

## Synonymes
- Dipterocarpus duperreana Pierre
- Dipterocarpus scortechinii King
- Dipterocarpus pilosus auct. non Roxb. p.p.

Nom Malais: Keruing.

## Description

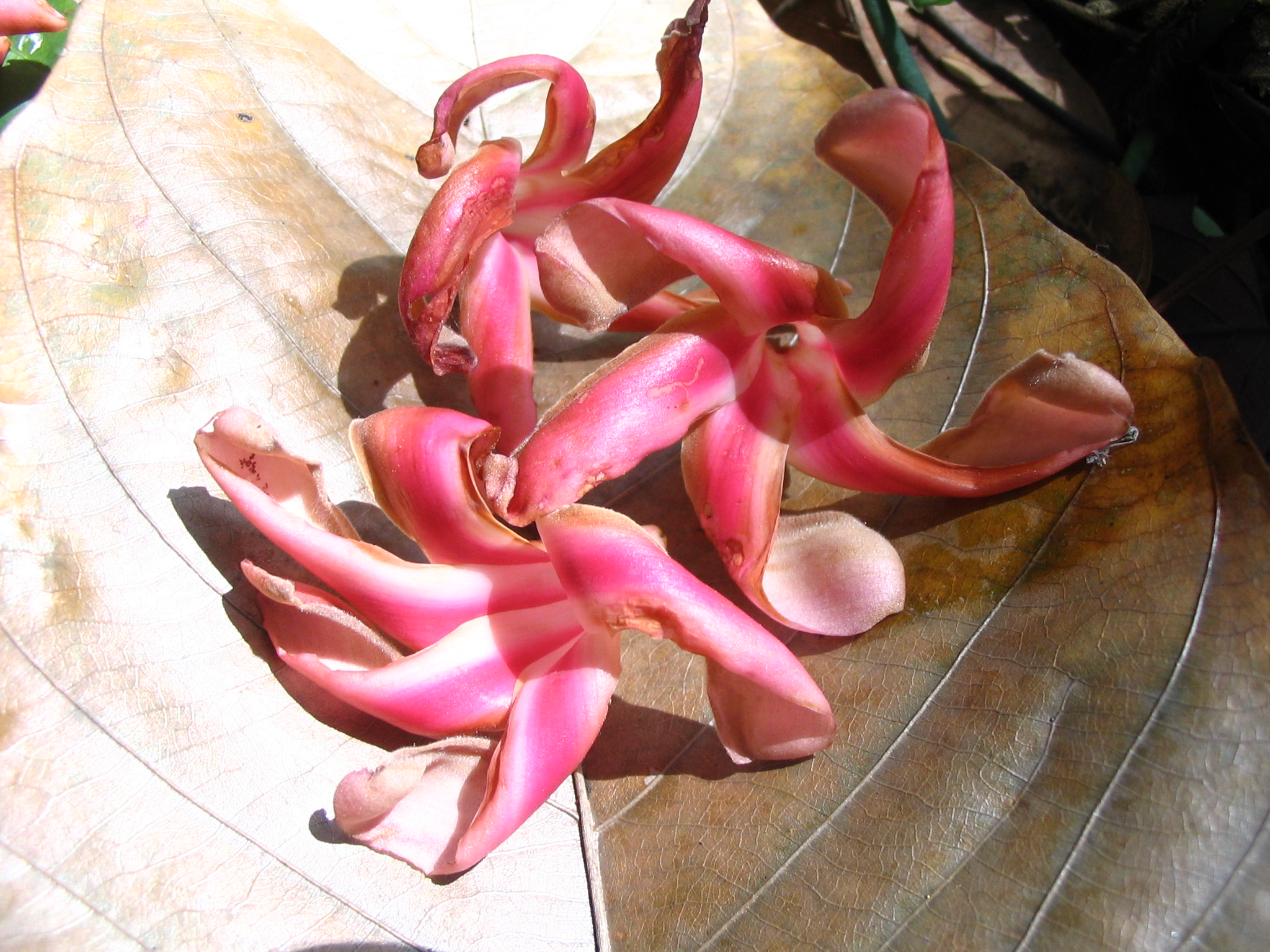
Dipterocarpus baudii: Corolles fanées tombées au sol

## Répartition
Forêts de basse altitude au Cambodge, Myanmar, Thaïlande, Viêt-Nam, Malaisie et Sumatra.

## Préservation
En danger critique de disparition du fait de la déforestation.